# Cobert de la Torreta del Roca
Cobert de la Torreta del Roca és una obra de Tàrrega (Urgell) protegida com a Bé Cultural d'Interès Local.

## Descripció
Cabana de volta orientada al sud i situada a l'esquerra de la carretera que va direcció el Talladell. Es tracta d'una construcció feta amb murs de carreus irregulars. L'interior, que és emprat com a cobert, té el terra arrebossat amb morter de ciment. La coberta consisteix en una volta de canó de pedra que arrenca a 160 cm del terra. Els contraforts, de grans dimensions, estan integrats en la construcció. Si bé originalment no hi havia portal ni façana de tancament, en l'actualitat hi ha una porta de fusta i xapa metàl·lica reforçada i de doble fulla que tanca l'espai.
La cabana està feta amb blocs de pedra calcària de dimensions mitjanes i falcats amb carreus més petits. S'emprà poca terra com a lligam entre els diferents blocs.
Hi ha una construcció auxiliar moderna utilitzada com a llenyer o pallissa, amb un ràfec de lloses de pedra que cobreix l'obertura.